# Realme C15
realme C15 та realme C15 Qualcomm Edition — смартфони бюджетного рівня, розроблені realme. C15 був представлений в 28 липня 2020 року, а C15 Qualcomm Edition — 28 жовтня 2020 року.

## Дизайн
Екран виконаний зі скла Corning Gorilla Glass. Корпус виконаний з матового пластику.
Знизу знаходяться роз'єм microUSB, динамік, мікрофон та 3.5 мм аудіороз'єм. З лівого боку смартфона розташований слот під 2 SIM-картки і карту пам'яті формату MicroSD до 256 ГБ. З правого боку розміщені кнопки регулювання гучності та кнопка блокування смартфону. Сканер відбитків пальців знаходиться на задній панелі.
realme C15 продається в кольорах Marine Blue (синій) та Seagull Silver (сріблястий).
realme C15 Qualcomm Edition продається в кольорах Power Blue (синій) та Power Silver (сріблястий).

## Технічні характеристики

### Платформа
C15 отримав процесор MediaTek Helio G35 та графічний процесор PowerVR GE8320.
C15 Qualcomm Edition отримав процесор Qualcomm Snapdragon 460 та графічний процесор Adreno 610.

### Батарея
Батарея отримала об'єм 6000 мА·год та підтримку шіидкої зарядки на 18 Вт.

### Камера
Смартфони отримали основну квадрокамеру 13 Мп, f/2.2 (ширококутний) + 8 Мп, f/2.25 (ультраширококутний) + 2 Мп, f/2.4 (чорно-білий) + 2 Мп, f/2.4 (макро) з фазовим автофокусом та здатністю запису відео в роздільній здатності 1080p@30fps. Фронтальна камера отримала роздільність 8 Мп, світлосилу f/2.0 (ширококутний) та здатність запису відео у роздільній здатності 1080p@30fps.

### Екран
Екран IPS LCD, 6.5", HD+ (1600 × 720) зі співвідношенням сторін 20:9, щільністю пікселів 270 ppi та краплеподібним вирізом під фронтальну камеру.

### Пам'ять
C15 продається в комплектаціях 3/32, 3/64, 4/64 та 4/128 ГБ.
C15 Qualcomm Edition продається в комплектаціях 3/32, 4/64 та 4/128 ГБ.

### Програмне забезпечення
Смартфони був випущений на realme UI 1 на базі Android 10. Були оновлені до realme UI 2 на базі Android 11.